# キングス・オブ・レオン

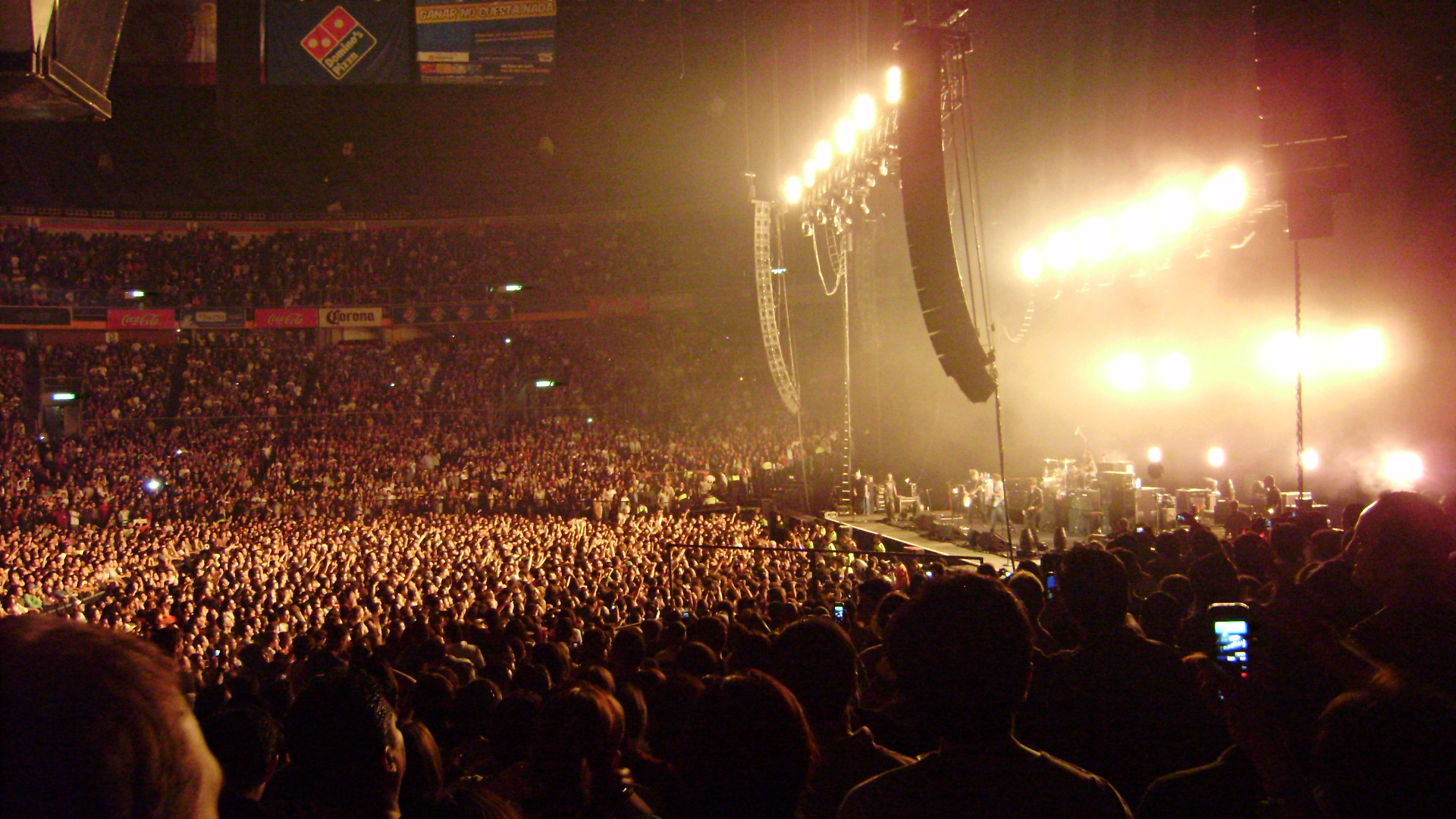
メキシコシティにて (2009年)

キングス・オブ・レオン（英: Kings of Leon）は、アメリカ・テネシー州ナッシュビル出身のロックバンド。

## 概要
ネイサンとカレブ、ジャレッドの3兄弟と従兄のマシューで構成。厳格な宣教師の父を持ち、旅の中で育つ。バンド名の由来は、3兄弟の父と祖父の名前（レオン）から。
サザン・ロックやガレージロック、ハードロック、カントリー、ブルースなどの音楽から影響を受けている。古典的ルーツ・ロックの影響を色濃く残した、いぶし銀のロックンロールを泥臭くパワフルに鳴らす。サザン・ストロークス（南部のストロークス）とも形容される。
本国アメリカより一足先にイギリスで人気に火がつき、2008年のグラストンベリー・フェスティバルではヘッドライナーに抜擢された。2003年のサマーソニックで初来日。2007年にはフジロックフェスティバルにも出演している。
ボブ・ディランやポール・ウェラー、ノエル・ギャラガーなどから高い評価を得ている。

## 来歴
2008年にリリースされた通算4枚目のアルバム『オンリー・バイ・ザ・ナイト』でバンドは大ブレイクを果たす。同アルバムは初登場で全英1位、全米5位を記録し、その後もセールスを伸ばし続けた。アルバムからのファースト・シングル「セックス・オン・ファイア」はUKシングルチャートで3週連続1位に輝き、またアメリカでもビルボードのHot Modern Rock Tracksチャートで1位（Hot 100では56位）を獲得。続く2ndシングル「ユーズ・サムバディ」もUKシングルチャート2位、Billboard Hot Modern Rock Tracksチャートでは再び1位（Hot 100では5位）を獲得した。アルバムはこれまでにイギリスで150万枚以上を売り上げ、またアメリカでも出荷枚数が100万枚を突破し、プラチナアルバムとなった（販売枚数は959,000枚）。
第52回グラミー賞において主要4部門の年間最優秀レコード、およびロック部門最優秀楽曲 (Best Rock Song)、最優秀ロック・パフォーマンス・ディオ/グループ（いずれもユーズ・サムバディによる）を受賞し、ノミネートされた4部門に対して3部門での受賞を果たす。

## メンバー
- カレブ・フォロウィル（Caleb Followill, 1982年1月14日 - ）ギター、ボーカル
- マシュー・フォロウィル（Matthew Followill, 1984年9月10日 - ）ギター
- ジャレッド・フォロウィル（Jared Followill, 1986年11月20日 - ）ベース
- ネイサン・フォロウィル（Nathan Followill, 1979年6月26日 - ）ドラムス

## ディスコグラフィ

### アルバム
| 年                                        | タイトル                | アルバム詳細                                                                                           | チャート最高位 | チャート最高位 | チャート最高位 | チャート最高位 | チャート最高位 | チャート最高位 | チャート最高位 | チャート最高位 | チャート最高位 | チャート最高位 | 認定 |
| 年                                        | US                      | AUS | AUT            | BEL            | CAN            | GER            | IRE            | NLD            | NZ             | UK             |                |                | |
| ----------------------------------------- | ----------------------- | --- | -------------- | -------------- | -------------- | -------------- | -------------- | -------------- | -------------- | -------------- | -------------- | -------------- | --- |
| 2003                                      | Youth and Young Manhood | - 発売日: 2003年8月19日 - レーベル: RCA - フォーマット: CD, LP, digital download - 全米売上: 11.7万枚  | 113            | 46             | —              | —              | —              | 52             | 18             | —              | 43             | 3              | - AUS: 3× プラチナ - UK: 2× プラチナ |
| 2004                                      | Aha Shake Heartbreak    | - 発売日: 2004年11月9日 - レーベル: RCA - フォーマット: CD, LP, digital download - 全米売上: 18.2万枚  | 55             | 25             | —              | 87             | 99             | 39             | 3              | 79             | 29             | 3              | - AUS: 2× プラチナ - IRE: 2× プラチナ - UK: 2× プラチナ |
| 2007                                      | Because of the Times    | - 発売日: 2007年4月3日 - レーベル: RCA - フォーマット: CD, LP, digital download - 全米売上: 18万枚     | 25             | 4              | 35             | 20             | 31             | 32             | 1              | 62             | 1              | 1              | - AUS: 2× プラチナ - BEL: ゴールド - GER: ゴールド - IRE: 3× プラチナ - NZ: プラチナ - UK: 3× プラチナ                                                                 |
| 2008                                      | Only by the Night       | - 発売日: 2008年9月23日 - レーベル: RCA - フォーマット: CD, LP, digital download - 全米売上: 250万枚   | 4              | 1              | 6              | 1              | 2              | 16             | 1              | 3              | 1              | 1              | - US: 2× プラチナ - AUS: 10× プラチナ - AUT: プラチナ - BEL: 2× プラチナ - CAN: 4× プラチナ - GER: 2× プラチナ - IRE: 5× プラチナ - NZ: 5× プラチナ - UK: 10× プラチナ |
| 2010                                      | Come Around Sundown     | - 発売日: 2010年10月19日 - レーベル: RCA - フォーマット: CD, LP, digital download - 全米売上: 77.6万枚 | 2              | 1              | 1              | 1              | 1              | 1              | 1              | 2              | 1              | 1              | - US: ゴールド - AUS: 2× プラチナ - AUT: ゴールド - BEL: ゴールド - CAN: プラチナ - GER: プラチナ - IRE: 3× プラチナ - NZ: プラチナ - UK: 3× プラチナ                  |
| 2013                                      | Mechanical Bull         | - 発売日: 2013年9月24日 - レーベル: RCA - フォーマット: CD, LP, digital download - 全米売上: 34.7万枚  | 2              | 1              | 2              | 4              | 2              | 2              | 1              | 2              | 1              | 1              | - AUS: ゴールド - AUT: ゴールド - CAN: プラチナ - IRE: ゴールド - UK: プラチナ                                                                                         |
| 2016                                      | Walls                   | - 発売日: 2016年10月14日 - レーベル: RCA - フォーマット: CD, LP, digital download - 全米売上: 6.8万枚  | 1              | 3              | 1              | 2              | 1              | 2              | 1              | 2              | 1              | 1              | - CAN: ゴールド - UK: プラチナ |
| 2021                                      | When You See Yourself   | - 発売日: 2021年3月5日 - レーベル: RCA - フォーマット: CD, LP, digital download                        | 11             | 1              | 1              | 3              | 6              | 4              | 1              | 2              | 2              | 1              | |
| "—"は未発売またはチャート圏外を意味する。 |                         | |                |                |                |                |                |                |                |                |                |                | |

### シングル・EP
- ホーリー・ローラー・ノヴォケイン / Holy Roller Novocaine EP (2003年) UK53位
- ホワット・アイ・ソウ / What I Saw EP (2003年) UK22位
- モリーズ・チャンバーズ / Molly's Chambers (2003年) UK23位
- ウェイステッド・タイム / Wasted Time (2003年) UK51位
- カリフォルニア・ウェイティング / California Waiting (2004年) UK61位
- ザ・バケット / The Bucket (2004年) UK16位
- フォー・キックス / Four Kicks (2005年) UK24位
- キングス・オブ・ザ・ロデオ / King of the Rodeo (2005年) UK41位
- オン・コール / On Call (2007年) UK18位
- ファンズ / Fans (2007年) UK13位
- チャーマー / Charmer (2007年) UK85位
- セックス・オン・ファイア / Sex on Fire (2008年) UK1位
- ユーズ・サムバディ / Use Somebody (2008年) UK2位
- マンハッタン / Manhattan (2008年) UK149位
- レベルリー / Revelry (2009年) UK29位
- ノーション / Notion (2009年) UK107位
- クロール / Crawl (2009年) UK125位
- レディオアクティブ /Radioactive (2010年) UK7位
- パイロ / Pyro (2010年) UK69位
- ジ・イモータルス / The Immortals (2010年)
- バック・ダウン・サウス / Back Down South (2010年) UK182位
- スーパーソーカー / Supersoaker (2013年) UK32位
- ウェイト・フォー・ミー / Wait for Me (2013年) UK31位
- テンプル / Temple (2013年) UK153位
- ビューティフル・ウォー / Beautiful War (2013年) UK98位
- ドント・マター / Don't Matter (2014年) UK174位
- ファミリー・ツリー / Family Tree (2014年)